# Список насекомых, занесённых в Красную книгу Молдовы
Список насекомых, занесённых в Красную книгу Молдавии, — список из видов и подвидов насекомых, включённых в Красную книгу Молдавии (2015).

## История
Вопрос об охране редких беспозвоночных животных, и насекомых в том числе, в общегосударственном масштабе на территории стран, входивших в состав СССР, стал подниматься лишь в 1980-х годах. После Октябрьской революции 1917 года, несмотря на всеобщее развитие энтомологии, охрана насекомых на территории стран тогдашнего СССР, в состав которого входила и Молдавия, долгое время не осуществлялась в необходимых масштабах, в то время как активное развитие сельского хозяйства и промышленности вело к интенсивному уничтожению естественных биотопов. Насекомые не были включены в первое издание Красной книги СССР, вышедшей в 1978 году. Во второе же издание, увидевшее свет в 1984 году, были включены 202 вида насекомых, из которых 36 видов обитали на территории Молдавской ССР.
Издание «Красной книги Молдавии», тогда ещё республики в составе СССР, было учреждено Советом Министров МССР в марте 1976 года и осуществлено в 1978 году. В Красную книгу Молдавской ССР было включено 29 видов животных (8 видов млекопитающих, 17 птиц, 4 пресмыкающихся) и 26 видов растений. Насекомые, как и другие беспозвоночные, в книгу не вошли. Первая самостоятельная редакция «Красной книги Молдавии» была принята в 2001 году, а опубликована в 2002 году. В ней насчитывалось 126 видов растений и 116 исчезающих видов животных, включая 37 видов насекомых. В 2015 году была издана третья редакция «Красной книги Молдавии», включающая уже 80 видов насекомых. По сравнению с предыдущим изданием 2002 года она пополнилась 48 новыми видами насекомых. В то же время 5 видов были исключены: обыкновенный богомол, стрелка южная, подалирий, шмель необыкновенный и пчела-плотник.

## Список насекомых, занесённых в Красную книгу Молдавии
Названия отрядов, семейств и видов приведены в алфавитном порядке.
Категории охранного статуса видов в «Красной книги Молдавии»:
- CR — виды на грани исчезновения (в критическом состоянии)
- EN — вымирающие виды (виды под угрозой исчезновения)
- VU — уязвимые виды

Легенда
 — новые виды, включённые в третье издание Красной книги Молдавии, опубликованное в 2015 году
| Иллюстрация                                        | Название                                                                            | Ареал и численность на территории Молдавии. Замечания по систематике. | Охранный статус в Красной книге Молдавии | Прим.  |
| -------------------------------------------------- | ----------------------------------------------------------------------------------- | --- | ---------------------------------------- | ------ |
| Отряд Богомоловые ( Mantodea)                      |                                                                                     | |                                          |        |
|                                                    | Богомол бесцветный Ameles decolor (Charpentier, 1825)                               | Встречается в степной зоне на юге страны. Редкий вид, численность которого сокращается. Численность уменьшается вследствие степных пожаров, распашки целинных участков, перевыпаса скота, использования пестицидов. | VU                                       | [ 4 ]  |
|                                                    | Боливария короткокрылая Bolivaria brachyptera (Pallas, 1773)                        | Локально встречается в единственном местообитании на юге страны. Редкий вид, численность которого сокращается. Встречаются единичные экземпляры. Численность уменьшается вследствие степных пожаров, распашки целинных участков, перевыпаса скота, использования пестицидов. | CR                                       | [ 5 ]  |
| Отряд Двукрылые (Diptera)                          |                                                                                     | |                                          |        |
| Фотография ктыря гигантского                       | Ктырь гигантский Satanas gigas (Eversmann, 1855)                                    | Локально встречается в центральной и южной частях страны. Численность крайне низкая. Лимитирующие факторы: сокращение природных мест обитания вида в результате хозяйственной деятельности человека, в связи с распашкой степей, исчезновением растительности песчаных холмов, применения пестицидов. | CR                                       | [ 6 ]  |
| Отряд Жесткокрылые (Coleoptera)                    |                                                                                     | |                                          |        |
|                                                    | Альпийский усач Rosalia alpina Linnaeus, 1758                                       | В Молдавии известен только в центральной части Кодры. Численность сокращается. В большинстве районов встречаются единичные особи. Снижение численности наблюдается при сокращении площадей буковых лесов или уменьшении количества старых деревьев. Вид включён в Международную Красную книгу со статусом , как вид в уязвимом положении. | CR                                       | [ 7 ]  |
|                                                    | Большой дубовый усач Cerambyx cerdo Linnaeus, 1758                                  | Встречается в центральной и северной Молдавии. Местообитания — старые широколиственные леса с участием дубов. Численность незначительная, встречаются единичные особи. Численность сокращается из-за уменьшения числа мест обитания вида — сокращения площади лесов, вырубки и гибели дубов, пригодных для развития личинок. Вид включён в Международную Красную книгу со статусом , как вид в уязвимом положении. | CR                                       | [ 8 ]  |
|                                                    | Бронзовка гладкая Protaetia (Netocia) aeruginosa Drury, 1770                        | Встречается в центральной части Кодры, в лесах в окрестностях города Бендеры, в заповеднике Плаюл Фагулуй, в лесах возле деревни Бранзени (Единец) и в ряде других населенных пунктов. Местообитания — старые широколиственные и хвойно-широколиственные леса с участием старых дубов, основного кормового растения личинок. Узколокальный и малочисленный вид. Снижение численности вида вызывает сокращение лесов, вырубка и гибель старых дуплистых дубов, пригодных для развития личинок. | VU                                       | [ 9 ]  |
| Фотография бессарабской жужелицы                   | Жужелица бессарабская Carabus (Tomocarabus) bessarabicus Fischer von Waldheim, 1823 | Известен только из окрестностей села Хырбовэц (Новоаненский район). Один из немногих типично степных видов рода. Является характерным обитателем целинных и слабо нарушенных степей. Основными лимитирующими факторами являются распашка степей, избыточная пастбищная нагрузка на степные участки и применение пестицидов. | CR                                       | [ 10 ] |
|                                                    | Жужелица вариолосус Carabus variolosus Fabricius, 1787                              | В Молдавии обитает в лесных массивах в западной и центральной части страны. В большинстве мест обитания является чрезвычайно редким видом. Основными лимитирующими факторами является сокращение природных мест обитания, уменьшение площади лесов, применение пестицидов. | CR                                       | [ 11 ] |
|                                                    | Жужелица венгерская Carabus hungaricus Fabricius, 1792                              | В Молдавии известен только в центральной части Кодры. Встречаются единичные особи. Иногда (в отдельные годы на целинных участках) локально многочисленный вид. Численность низкая и резко уменьшается. Лимитирующие факторы: сокращение природных мест обитания. | CR                                       | [ 12 ] |
|                                                    | Жужелица золотоямчатая Carabus clathratus Linnaeus, 1761                            | Спорадически встречается в центральных и южных районах страны. Тяготеет к влажным местообитаниям. В большинстве мест обитания численность вида является низкой и продолжает сокращаться. Основными лимитирующими факторами являются осушение влажных местностей, уничтожение прибрежной растительности. | EN                                       | [ 13 ] |
|                                                    | Жужелица плутающая Carabus intricatus Linnaeus, 1761                                | Обитает в северной и центральной Молдавии. В большинстве мест обитания численность вида не высокая и продолжает сокращаться. Основными лимитирующими факторами является сокращение природных мест обитания, уменьшение площади лесов. Вид включён в Международную Красную книгу со статусом , как вид, близкий к уязвимому положению. | CR                                       | [ 14 ] |
|                                                    | Жужелица Ульриха Carabus ulrichi Germar, 1824                                       | В Молдавии обитает в лесных массивах в центральной части Кодры и на севере страны. В большинстве мест обитания численность вида низкая и продолжает сокращаться. Основными лимитирующими факторами является сокращение природных мест обитания, уменьшение площади лесов. | VU                                       | [ 15 ] |
|                                                    | Жужелица фиолетовая Carabus violaceus Linnaeus, 1758                                | В Молдавии обитает в центральной части и на севере страны. В большинстве мест обитания численность вида низкая и продолжает сокращаться. Основными лимитирующими факторами является сокращение природных мест обитания, уменьшение площади лесов, уменьшение кормовой базы вида. | VU                                       | [ 16 ] |
|                                                    | Жук-олень Lucanus cervus (Linnaeus, 1758)                                           | Встречается почти на всей территории, кроме крайне юго-восточных областей. Приурочен к старым широколиственным, преимущественном дубовым, лесам. Встречается редко и локально. Основное отрицательное влияние на численность оказывает хозяйственная деятельность человека: уменьшение площадей старовозрастных дубрав, которые являются естественными местами обитания жука, уничтожение старых лесных массивов и старых дубов в широколиственных лесах, санитарные мероприятия по очистке лесов от старых деревьев и обработка лесных массивов пестицидами. Главная причина сокращения численности — уничтожение мест обитания личинок — больших пней, старых дуплистых деревьев. | VU                                       | [ 17 ] |
|                                                    | Жук-носорог Oryctes nasicornis (Linnaeus, 1758)                                     | Спорадически встречается на всей территории страны. Основными лимитирующими факторами являются: ухудшение, уничтожение и сокращение мест обитания вида, выкорчевка старых деревьев, распашка, высыхание лесных массивов и балок. | VU                                       | [ 18 ] |
|                                                    | Краснокрыл Келера Purpuricenus kaehleri Linnaeus, 1758                              | Встречается на юге зоны смешанных лесов, в лесостепи: центральные и северный области Молдавии. Встречается редко, в основном единичными экземплярами. Численность низкая и продолжает сокращаться из-за уменьшения площади природных мест обитания вида. | CR                                       | [ 19 ] |
|                                                    | Красотел пахучий Calosoma sycophanta (Linnaeus, 1758)                               | Встречается в лесах на территории центральной и северной Молдавии. Общая численность небольшая и в последние годы значительно снизилась. Также существует её прямая зависимость от численности гусениц непарного и кольчатого шелкопрядов и других насекомых, служащих для жуков пищей. Лимитирующие факторы: сокращение площади лесов, применение пестицидов. | VU                                       | [ 20 ] |
|                                                    | Корнеед-крестоносец Dorcadion equestre (Laxmann, 1770)                              | На территории Молдавии встречается в заповеднике Плаюл Фагулуй. Образует множество аберраций окраски. Численность низкая и продолжает сокращаться. Основным лимитирующим фактором является сокращение природных мест обитания вида. | CR                                       | [ 21 ] |
|                                                    | Моримус тёмный Morimus funereus Mulsant, 1862                                       | Встречается на всей территории страны. В целом численность незначительная и снижается из-за сокращения площадей широколиственных лесов. Вид включён в Международную Красную книгу со статусом , как вид в уязвимом положении. | EN                                       | [ 22 ] |
|                                                    | Мускусный усач Aromia moschata (Linnaeus, 1758)                                     | Встречается в северных и центральных районах страны, а также в лесах по долине реки Днестр. Ранее был обычным видом на территории страны, в последнее десятилетие численность вида в целом является незначительной — преимущественно встречаются единичные особи. Численность вида снижается вследствие уменьшения насаждений ивы и вырубки старых деревьев. | VU                                       | [ 23 ] |
| Фотография отшельника пахучего                     | Отшельник пахучий Osmoderma barnabita Motschulsky, 1845                             | Очень редкий вид. Единожды отмечен в окрестностях города Бендеры. Численность вида низкая. Лимитирующие факторы: сокращение площади лесов, исчезновение старых деревьев и крупных пней в связи с интенсивным ведением лесного хозяйства. | VU                                       | [ 24 ] |
|                                                    | Пестряк восьмиточечный Gnorimus octopunctatus (Linnaeus, 1758)                      | Очень редкий вид с колеблющейся по годам численностью. Единожды отмечен в лесу в Бахмуте в 1987 году и найден в заповеднике Плаюл Фагулуй. Численность вида низкая. Лимитирующие факторы: сокращение площади лесов, исчезновение старых деревьев и крупных пней в связи с интенсивным ведением лесного хозяйства. | CR                                       | [ 25 ] |
|                                                    | Плоскотелка красная Cucujus cinnaberinus (Scopoli, 1763)                            | Европейский реликтовый вид. Отмечен на территории природного заповедников «Пэдуря Домнеаскэ» и «Кодру». Редкий вид. К снижению численности может приводить сокращение площади насаждений старых лиственных деревьев. Вид включён в Международную Красную книгу со статусом , как вид, близкий к уязвимому положению. | CR                                       | [ 26 ] |
|                                                    | Стафилин пахучий Ocypus olens O. Müller, 1764                                       | Встречается в лесах на территории центральной и северной Молдавии. Редкий вид. Тенденция изменения численности не известна. Численность сокращается из-за уменьшения площади природных мест обитания вида. | VU                                       | [ 27 ] |
|                                                    | Щелкун кровавошеий Ischnodes sanguinicollis (Panzer, 1793)                          | На территории страны известен только из лесов в окрестностях села Иванча в Оргеевском районе. Численность вида очень низкая. Численность сокращается из-за уменьшения площади лесов, вырубки усыхающих деревьев с дуплами. | CR                                       | [ 28 ] |
| Фотография щелкуна портмидиуса                     | Щелкун портмидиус Porthmidius austriacus (Schrank, 1781)                            | На территории страны известен только из лесов в окрестностях села Иванча в Оргеевском районе. Численность вида очень низкая. Численность сокращается из-за уменьшения площади лесов, вырубки усыхающих деревьев с дуплами. | CR                                       | [ 29 ] |
|                                                    | Щелкун ржаво-красный Elater ferrugineus Linnaeus, 1758                              | Встречается в центральной части Кодры и в лесах по берегам Днестра. Лесной вид, связанный с широколиственными породами. Повсеместно редок. Численность сокращается из-за уменьшения подходящих местообитаний, вырубка усыхающих деревьев с дуплами, выкорчевка пней. | EN                                       | [ 30 ] |
| Фотография церофитума                              | Церофитум Cerophytum elateroides Latreille, 1809                                    | Встречается в центральной части Кодры — в окрестностях города Орхей. Лесной вид, связанный с широколиственными породами. Повсеместно редок, как на территории Европы в целом, так и на территории Молдавии. Численность сокращается из-за уменьшения площади лесов. | CR                                       | [ 31 ] |
| Отряд Перепончатокрылые (Hymenoptera)              |                                                                                     | |                                          |        |
|                                                    | Andrena bulgariensis Warncke, 1965                                                  | Спорадически встречается в центральной Молдавии. Предпочитает редколесья, лесные опушки. Численность очень низкая. Лимитирующие факторы: сокращение природных мест обитания вида в результате хозяйственной деятельности человека. | CR                                       | [ 32 ] |
| Фотография Rophites canus                          | Rophites canus (Eversmann, 1852)                                                    | Редкий на территории Молдавии вид, встречающийся в центральных и южных районах страны. Встречается на опушках, полянах, склонах балок, изредка в агроценозах. Лимитирующие факторы: сокращение природных мест обитания вида, применение инсектицидов в местах гнездования вида. | EN                                       | [ 33 ] |
| Фотография аноплия самарского (недоступная ссылка) | Аноплий самарский Anoplius samariensis (Pallas, 1771)                               | Локально обитает на территории между сёлами Чобурчи и Раскаецы (Штефан-Водский район). Является малочисленным видом. Лимитирующие факторы: малое количество природных мест, пригодных для обитания вида. | CR                                       | [ 34 ] |
|                                                    | Пчела-листорез люцерновая Megachile rotundata (Fabricius, 1787)                     | Редкий на территории Молдавии вид, встречающийся в южных районах страны. Тесно связан с бобовыми, является одним из эффективных опылителей люцерны. Лимитирующие факторы: значительное сокращение мест, пригодных для гнездования, периодическое выжигание сухой травы в местах гнездования вида. | CR                                       | [ 35 ] |
|                                                    | Пчела-плотник фиолетовая Xylocopa violacea (Linnaeus, 1758)                         | Встречается спорадически в центральной и южной Молдавии. Численность уеньшается из-за сокращения доступных мест для сооружения гнёзд (сухие деревья) вследствие их вырубки. | EN                                       | [ 36 ] |
|                                                    | Реликтовый лиометопум Liometopum microcephalum (Panzer, 1798)                       | Встречается спорадически в центральной и южной Молдавии: в долине Прута и Днестра, в окрестностях города Кэушень. Встречается крайне редко. Численность снижается из-за сокращения доступных мест для сооружения гнёзд (сухие деревья) вследствие их вырубки. | CR                                       | [ 37 ] |
|                                                    | Сколия волосатая Scolia hirta (Drury, 1773)                                         | Является локально распространённым стенобионтным видом. Преимущественно встречается на востоке и юге страны. Населяет практически все лесные и степные биоценозы, а также агроценозы, в которых встречаются крупные пластинчатоусые жуки, являющиеся хозяевами её личинок. Лимитирующими факторами численности являются агротехнические мероприятия, вызывающие уничтожающие личинок — видов хозяев. | VU                                       | [ 38 ] |
|                                                    | Сколия гигантская Megascolia maculata (Schrank, 1781)                               | Встречается относительно редко, но порой, преимущественно в южных и восточных регионах страны, встречается в довольно больших количествах. Населяет практически все лесные и степные биоценозы, а также агроценозы, в которых встречаются крупные пластинчатоусые жуки, являющиеся хозяевами её личинок, преимущественно жук-носорог. | VU                                       | [ 39 ] |
|                                                    | Шмель глинистый Bombus argillaceus (Scopoli, 1763)                                  | Локально распространённый стенобионтный вид, обитающий в зоне интенсивной сельскохозяйственной деятельности в центральной и южной Молдавии. В регионе вид представлен локальными, изолированными популяциями. Лимитирующими факторами являются агротехнические мероприятия, разрушающие гнёзда шмелей, широкое применение гербицидов и инсектицидов. | VU                                       | [ 40 ] |
| Фотография шмеля-зонатуса                          | Шмель-зонатус Bombus zonatus Smith, 1854                                            | Локально распространённый, стенобионтный, малочисленный вид. Спорадически встречается на юге и востоке страны. Встречается редко. Основными факторами, приводящими к снижению численности, является значительное сокращение мест, пригодных для гнездования и сбора корма, уничтожение гнёзд во время вспашки полей и лугов, периодическое выжигание сухой травы, скашивание растений и гибель насекомых при обработке полей пестицидами. | CR                                       | [ 41 ] |
|                                                    | Шмель красноватый Bombus (Megabombus) ruderatus (Fabricius, 1775)                   | Обитает на юге и юго-востоке страны. Встречается редко. Основными факторами, приводящими к снижению численности, является значительное сокращение мест, пригодных для гнездования и сбора корма, уничтожение гнёзд во время вспашки полей и лугов, скашивание растений и гибель насекомых при обработке полей пестицидами. | VU                                       | [ 42 ] |
|                                                    | Шмель моховой Bombus muscorum Fabricius, 1775                                       | Локальные популяции на севере и в центре страны. Населяет луга, преимущественно пойменные, лесные опушки и обширные поляны, агроценозы клевера. Численность низкая. Лимитирующими факторами являются агротехнические мероприятия, разрушающие гнёзда шмелей, использование пестицидов, сенокошение, выпас скота. | VU                                       | [ 43 ] |
|                                                    | Шмель плодовый Bombus pomorum Panzer, 1805                                          | Локально и спорадически встречается на севере страны. Теплолюбивый вид, типичный представитель лесостепной фауны. Тяготеет к богатым разнотравно-злаковым опушечным лугам. Численность низкая. Лимитирующими факторами являются агротехнические мероприятия, разрушающие гнёзда шмелей, использование пестицидов, сенокошение. | CR                                       | [ 44 ] |
|                                                    | Шмель степной Bombus fragrans (Pallas, 1771)                                        | Локальные популяции на юге страны. Очень редкий вид. Лимитирующими факторами являются агротехнические мероприятия (сенокошение и распашка земель), разрушающие гнёзда шмелей, широкое применение гербицидов и инсектицидов. | CR                                       | [ 45 ] |
| Отряд Прямокрылые (Orthoptera)                     |                                                                                     | |                                          |        |
|                                                    | Дыбка степная Saga pedo Pallas, 1771                                                | Очень редкий вид на территории страны. Встречается в единичных экземплярах. Локально в степных ландшафтах на юге (окрестности села Раскаецы, Штефан-Водский район) и в центре (окрестности села Слободзея-Душка, Криулянский район) страны. Ареал и общая численность неуклонно сокращаются вследствие интенсивного разрушения естественных мест обитания. Численность колеблется в пределах 0,3—1,6 особи\га. Вид включён в Международную Красную книгу со статусом , как вид в уязвимом положении. | CR                                       | [ 46 ] |
|                                                    | Пилохвост украинский Poecilimon ukrainicus Bey-Bienko, 1951                         | Локально обитает в единственном локалитете на севере страны в лесостепной зоне. Редкий вид. Встречаются единичные экземпляры. Исчезает в результате перевыпаса скота, вспашки лугов у лесополос, уничтожения кустарниковых зарослей на лесных опушках. | CR                                       | [ 47 ] |
| Фотография севчука Сервиля                         | Севчук Сервиля Onconotus servіlleі Fischer-Waldheim, 1846                           | Известен только из окрестностей села Раскаецы (Штефан-Водский район) — ботанический резерват «Bugeac». Редкий вид, сокращающийся в численности с ограниченным ареалом. Численность на территории резервата составляет 0,2 особи\га. Населяет разнотравно-злаковые степи с кустарниковой растительностью. Лимитирующие факторы: распашка целинных участков, деградация растительных сообществ в местах обитания вида в результате перевыпаса скота и сенокошения. | CR                                       | [ 48 ] |
| Отряд Сетчатокрылые (Neuroptera)                   |                                                                                     | |                                          |        |
|                                                    | Аскалаф пёстрый Libelloides macaronius (Scopoli, 1763)                              | Локально обитает в единичном локалитете на юге страны. Причины уменьшения численности: уничтожение и трансформация природных биотопов. | CR                                       | [ 49 ] |
| Отряд Стрекозы (Odonata)                           |                                                                                     | |                                          |        |
|                                                    | Дозорщик-император Anax imperator Leach, 1815                                       | Распространён на всей территории страны без чёткой тенденции к локализации мест обитания. Численности сокращается. Встречаются единичные особи. В ряде густонаселённых районов вид вымер вследствие загрязнения водоёмов. Лимитирующие факторы: загрязнение водоёмов, применение пестицидов, температурный режим водоёмов и конкуренция с другими стрекозами рода коромысел (Aeshna). | VU                                       | [ 50 ] |
|                                                    | Стрекоза двухцветная Leucorrhinia pectoralis Charpentier, 1825                      | Достоверно локально обитает на юге Молдавии в долине Днестра на территории от Чобурчи до Раскаецы (Штефан-Водский район). Редкий вид, который встречается у водоёмов с чистой водой и пологими берегами в лесных ландшафтах. Лимитирующие факторы: загрязнение водоёмов, применение пестицидов. | CR                                       | [ 51 ] |
|                                                    | Стрелка Линдена Erythromma lindenii (Selys, 1840)                                   | Встречается на юге страны у проточных медленно текущих и стоячих водоёмов различных типов. Предпочитает преимущественно спокойно текущие реки с чистой, насыщенной кислородом водой и развитой водной растительностью. Встречаются единичные особи. Лимитирующие факторы: загрязнение водоёмов, применение пестицидов. | CR                                       | [ 52 ] |
| Отряд Чешуекрылые (Lepidoptera)                    |                                                                                     | |                                          |        |
|                                                    | Беляночка восточная, или беляночка Морзе Leptidea morsei (Fenton, 1881)             | Распространение вида в регионе остаётся до конца не выясненным ввиду чрезвычайной скудности достоверно определённого материала. Обитает в центральных и северных районах страны. Численность не высокая. Причины уменьшения численности: уничтожение природных биотопов, деградация и сокращение площади лесов. | VU                                       | [ 53 ] |
|                                                    | Бражник дубовый Marumba quercus (Denis & Schiffermüller, 1775)                      | Может встречаться повсеместно. Оседлый вид, не склонный к миграциям. Численность незначительная. В некоторые годы местами является нередким видом, но в целом встречаются единичные особи. Причины уменьшения численности: уничтожение природных биотопов (создание плантаций акации на месте дубрав), применение пестицидов. | VU                                       | [ 54 ] |
|                                                    | Бражник мёртвая голова Acherontia atropos (Linnaeus, 1758)                          | Может встречаться повсеместно, но спорадически. Является мигрирующим видом. Чаще всего встречается единично. Численность из года в год варьируется. Её колебания связаны в первую очередь с погодными и прочими природными условиями. В холодные года она сокращается, а в тёплые — возрастает. В холодные зимы куколки могут погибать, но численность восстанавливается на следующий год за счёт мигрирующих особей. Постоянное снижение численности на территории страны обусловлено обработкой полей, особенно картофельных, инсектицидами для борьбы с колорадским жуком, что приводит к гибели гусениц и куколок бабочки.                                                      | VU                                       | [ 55 ] |
|                                                    | Бражник прозерпина Proserpinus proserpina Pallas, 1772                              | Встречается спорадически на севере и в центре страны. Крайне редкий вид на территории Молдавии, встречаются лишь единичные особи. Причины уменьшения численности заключаются в уничтожении природных мест обитания вида, применение пестицидов в лесах. | CR                                       | [ 56 ] |
|                                                    | Голубянка аргирогномон Plebejus argyrognomon (Bergsträsser, 1779)                   | На всей территории страны, но очень локально. Редкий вид. Причины уменьшения численности: уничтожение природных мест обитания, сжигание травы, чрезмерный сенокос. | VU                                       | [ 57 ] |
|                                                    | Голубянка арион Phengaris arion (Linnaeus, 1758)                                    | Вид очень локален. Встречается преимущественно по долинам крупных рек в центральной части страны. Бабочки встречаются редко. Причины уменьшения численности заключаются в уничтожении природных мест обитания вида, чрезмерном сенокосе. | VU                                       | [ 58 ] |
|                                                    | Голубянка дафнис Polyommatus daphnis (Denis & Schiffermüller, 1775)                 | Практически повсеместно в северных, центральных и южных регионах страны, отсутствуя в средне- и сухостепной подзонах степной зоны. Малочисленный и редкий вид. | VU                                       | [ 59 ] |
|                                                    | Долбина элегантная Dolbina elegans Bang-Haas, 1912                                  | В Молдавии спорадически встречается почти по всей территории страны. Численность низкая. Причины уменьшения численности на территории страны не установлены. | CR                                       | [ 60 ] |
|                                                    | Желтушка золотистая Colias chrysotheme (Esper, [1777])                              | Очень локально обитает на степных участках в окрестностях сёл Косаути, Вадуллуи-Исак, Ягорлак, Бугеак, Вранешть, Слобозия Маре. Численность не высокая. Причины уменьшения численности заключаются в уничтожении природных мест обитания вида — целинных степных участков. | VU                                       | [ 61 ] |
|                                                    | Ленточник тополёвый Limenitis populi (Linnaeus, 1758)                               | Встречается по долинам рек Днестр и Прут. Отдельные особи могут быть найдены в разных районах страны. Немногочисленный, местами редкий вид. Причины уменьшения численности: разрушение биотопов вида, вырубка природных лесов, изменение породной структуры и плотности древесного покрова. | EN                                       | [ 62 ] |
|                                                    | Люцина Hamearis lucina (Linnaeus, 1758)                                             | Относительно локальный вид. Встречается в центральных и северных районах страны. Численность незначительная. Причины уменьшения численности: замещение естественных лесов искусственными лесонасаждениями, что вызывает обеднение травяного покрова; чрезмерный перевыпас скота, выкашивание и выжигание травы, урбанизация и увеличение рекреационной нагрузки на биотопы. | CR                                       | [ 63 ] |
|                                                    | Махаон Papilio machaon Linnaeus, 1758                                               | Широко распространённый вид, встречающийся на территории Молдавии практически повсеместно. Численность не высокая. Причины уменьшения численности: ухудшение состояния биотопов вследствие хозяйственной деятельности человека (распашка целинных земель, применение пестицидов, чрезмерный выпаса скота, выкашивание и выжигание травы и т. д.). | VU                                       | [ 64 ] |
|                                                    | Медведица-госпожа Callimorpha dominula Linnaeus, 1758                               | Встречается локально в центральных и северных районах страны. Численность незначительная. Причины уменьшения численности: сокращение площадей лесов, обработка их пестицидами. | CR                                       | [ 65 ] |
|                                                    | Медведица-хозяйка Pericallia matronula (Linnaeus, 1758)                             | В Молдавии вид был зарегистрирован в ландшафтном заповеднике «Ла Кастель» (Единец), в селе Косаути, в лесу «Росозени», в селе Насвяце (Окница). Численность незначительная. Причины уменьшения численности: сокращение площади природных мест обитания, чрезмерный сенокос, уничтожение подлеска, установка электрических фонарей вблизи лесов, которые привлекают бабочек. | CR                                       | [ 66 ] |
|                                                    | Медведица четырёхточечная Euplagia quadripunctaria Linnaeus, 1758                   | Встречается почти повсеместно на территории страны. Редкий вид, локально может быть обычным. Причины уменьшения численности: сокращение природных мест обитания, хозяйственное использование местностей у границы лесов, применение пестицидов. | VU                                       | [ 67 ] |
|                                                    | Мнемозина Parnassius (Driopa) mnemosyne (Linnaeus, 1758)                            | Локальный, но местами обычный вид, встречающийся изолированными компактными популяциями, в которых бабочки летают в очень ограниченных стациях. Встречается практически повсеместно в центральных и северных районах страны. Причины уменьшения численности: вырубка лесов, рекреационная нагрузка, применение пестицидов. | VU                                       | [ 68 ] |
|                                                    | Многоцветница чёрно-рыжая Nymphalis xanthomelas (Denis & Schiffermüller, 1775)      | Встречается лесной и лесостепной зоне. Малочисленный вид. Причины уменьшения численности: уничтожение природных мест обитания (лесов, редколесий и др.). | VU                                       | [ 69 ] |
|                                                    | Павлиноглазка грушевая Saturnia pyri Denis & Schiffermüller, 1775                   | В Молдавии встречается почти повсеместно. Численность незначительная и только в благоприятные годы вид может быть относительно обычным. Причины уменьшения численности: уничтожение природных мест обитания (лесов, редколесий и др.), применение пестицидов в лесах. | VU                                       | [ 70 ] |
|                                                    | Павлиноглазка малая Saturnia (Eudia) pavonia (Linnaeus, 1758)                       | На территории Молдавии спорадически встречается почти повсеместно, кроме юга страны. Численность незначительная. Причины уменьшения численности на территории страны не установлены. | CR                                       | [ 71 ] |
|                                                    | Павлиноглазка рыжая Aglia tau (Linnaeus, 1758)                                      | Встречается почти повсеместно, кроме степных районов на юге страны. Численность незначительная. Причины уменьшения численности: сокращение площадей лесов, обработка их пестицидами. | CR                                       | [ 72 ] |
|                                                    | Павлиноглазка терновая Eudia spini ([Denis & Schifermüller], 1775)                  | Локально и спорадически встречается на крайнем севере страны. Современное состояние популяций вида не известно. Причины уменьшения численности на территории страны не установлены. | CR                                       | [ 73 ] |
|                                                    | Переливница ивовая Apatura iris (Linnaeus, 1758)                                    | Встречается по долинам рек Днестр и Прут. Немногочисленный, местами редкий вид. В некоторых регионах встречаются лишь единичные особи. Причины уменьшения численности: разрушение биотопов вида, вырубка природных лесов, изменение породной структуры и плотности древесного покрова, урбанизация, химическая обработка лесов. | VU                                       | [ 74 ] |
|                                                    | Переливница метида Apatura metis (Freyer, 1829)                                     | Вид локален и редок, известны только отдельные популяции из ряда мест по всей стране. Встречается по долинам рек. Причины уменьшения численности: разрушение биотопов вида, вырубка природных лесов, изменение породной структуры и плотности древесного покрова, урбанизация. | VU                                       | [ 75 ] |
|                                                    | Пеструшка сафо Neptis sappho Pallas,1771                                            | Вид встречается в северных и центральных районах страны. Численность вида низкая. Причины уменьшения численности: разрушение биотопов вида, вырубка природных лесов. | VU                                       | [ 76 ] |
|                                                    | Поликсена Zerynthia polyxena (Denis & Schiffermüller, 1775)                         | Локально распространён практически на всей территории, за исключением наиболее засушливых степных регионов. Обитает локальными популяциями, бабочки в которых летают в очень ограниченных стациях. Причины уменьшения численности: сокращение природных мест обитания вида в результате затопления и осушения речных пойм, урбанизации, рекреации и т. д. | VU                                       | [ 77 ] |
|                                                    | Сенница геро Coenonympha hero (Linnaeus, 1761)                                      | Редкий и локальный вид на большей части ареала. Популяции на севере и в центре страны находятся в сильно угнетённом состоянии, а некоторые считаются вымершими. Причины сокращения численности: урбанизация, сокращение природных мест обитания вида, выжигание травы и чрезмерный сенокос. | CR                                       | [ 78 ] |
|                                                    | Толстоголовка кистеносная Carcharodus flocciferus (Zeller, 1847)                    | Распространён в нескольких местах в центральном регионе страны: в деревнях Карбуна (Яловень), Хагимус (Каушень), город Тигина и окрестностях Кишинёва. | CR                                       | [ 79 ] |
|                                                    | Толстоголовка чистецовая Carcharodus lavatherae Esper, 1783                         | Вид встречается локально и редко (единично либо немногочисленно) в окрестностях села Будэй (Теленештский район) на юге страны. Численность вида сокращается в связи с уменьшением площади природных мест обитания вида в результате хозяйственной деятельности человека. | CR                                       | [ 80 ] |
|                                                    | Томарес Ногеля Tomares nogelii (Herrich-Schäffer, [1851])                           | Достоверно известен из нескольких точек в центральной части Молдавии, также единичный локалитет на севере страны. Редко встречающий вид, который испытывают антропогенное давление: перевыпас, выжигание травы, урбанизацию. | CR                                       | [ 81 ] |
|                                                    | Червонец огненный Lycaena virgaureae (Linnaeus, 1758)                               | Встречается в северных и центральных районах страны. Имеет ярко выраженную тенденцию к сокращению (дизъюнкции) ареала. Причины сокращения численности: урбанизация, сокращение природных мест обитания вида, выжигание травы и чрезмерный сенокос. | CR                                       | [ 82 ] |
|                                                    | Шашечница матурна Euphydryas maturna (Linnaeus, 1758)                               | Распространён в центральных районах страны, локально и единично — на юге. Причины сокращения численности: урбанизация, сокращение природных мест обитания вида, выжигание травы и чрезмерный сенокос. | EN                                       | [ 83 ] |